# Apocyinae
Apocyinae, podtribus zimzelenovki, dio tribusa Apocyneae. Sastoji se od dva roda sa šest vrsta.
Podtribus je opisan 1994.

## Rodovi
1. Apocynum L.
2. Cleghornia Wight